# Say It with Babies
Pour plus de détails, voir Fiche technique et Distribution.
Say It with Babies est un film muet américain réalisé par Fred Guiol, sorti en 1926.

## Synopsis
Casper, expert sur tout ce qui touche aux bébés, travaille dans un grand magasin et va connaitre plusieurs aventures rocambolesque mêlant  un pique nique gâché, des contraventions, de nombreuses piqûres de frelons.

## Fiche technique
- Titre original : Say It with Babies
- Réalisation : Fred Guiol
- Scénario : Hal Yates et James Parrott
- Photographie : Len Powers
- Producteur : Hal Roach
- Société de production : Hal Roach Studios
- Société de distribution : Pathé Exchange
- Pays de production :  États-Unis
- Langue : intertitres en anglais
- Format : Noir et blanc - 35 mm - 1,37:1  -  Muet
- Genre : Comédie
- Longueur : deux bobines
- Date de sortie :
  - États-Unis 16 mai 1926

## Distribution
- Glenn Tryon : Casper Crum
- Vivien Oakland : Mrs. Crum
- Oliver Hardy[1] : Hector, le chef de rayon
- Martha Sleeper : l'épouse d'Hector
- Jackie Hanes :
- Eva Novak :
- Sammy Brooks :
- Helen Gilmore :
- Fred Kelsey : un policier